# Dankó Rádió
Dankó Rádió ist einer von neun staatlichen ungarischen Hörfunksendern, die von der Gesellschaft Duna Média (ehemals Magyar Rádió) betrieben werden.
Sein Namensgeber ist der ungarische Roma-Musiker Pista Dankó (1858–1903). Der Programmschwerpunkt des Senders ist Musik.
Der Sitz des Senders befindet sich in der Kunigunda útja 64 im III. Bezirk der ungarischen Hauptstadt Budapest.

## Geschichte
Die Geschichte von Dankó Radio reicht zurück bis zum Dezember 2009, als das ungarische Radio (Magyar Rádió) den Sender MR7-Dalok és dallamok (Lieder und Melodien) als Internetradio ins Leben rief. Der Schwerpunkt des Senders war Musik, speziell  Volksmusik, ungarisches Lied (magyar nóta), Táncház-Musik und Operette.
Ab dem 1. Januar 2010 war der Sender auch täglich von 18 bis 6 Uhr auf regionalen Frequenzen auf UKW zu hören, zwischen 6 und 18 Uhr gab es einen Live-Stream im Internet.
Im Dezember 2012 wurde aus diesem Sender das Dankó Radio. Das Musikprogramm wurde erweitert, so sind auch Evergreens, Musik der Roma und Weltmusik zu hören.
Weiterhin organisiert der Radiosender regelmäßig Musikabende auf der Studiobühne des Thalia-Theaters (Thália Színház) in Budapest. welche aufgenommen und im Radio gesendet werden.

## Empfang
Der Sender ist auf UKW, Mittelwelle sowie über Satellit zu hören. Dankó Rádió sendet in Ungarn von folgenden Standorten und Frequenzen:
| Senderstandort   | Frequenz      | Senderstandort  | Frequenz      |
| ---------------- | ------------- | --------------- | ------------- |
| Baja             | UKW 92,2 MHz  | Békéscsaba      | UKW 100,9 MHz |
| Budapest         | UKW 100,8 MHz | Debrecen        | UKW 91,4 MHz  |
| Dombóvár         | UKW 100,2 MHz | Eger            | UKW 96,2 MHz  |
| Győr             | UKW 106,4 MHz | Gyula           | UKW 96,0 MHz  |
| Hódmezővásárhely | UKW 90,8 MHz  | Kab-hegy        | UKW 102,3 MHz |
| Kékes            | UKW 99,8 MHz  | Keszthely       | UKW 104,3 MHz |
| Komádi           | UKW 89,9 MHz  | Letenye         | UKW 103,8 MHz |
| Miskolc          | UKW 102,3 MHz | Nagykanizsa     | UKW 106,7 MHz |
| Nagymaros        | UKW 93,1 MHz  | Nyíregyháza     | UKW 107,4 MHz |
| Orosháza         | UKW 94,2 MHz  | Ózd             | UKW 105,0 MHz |
| Pápa             | UKW 96,4 MHz  | Pécs            | UKW 104,6 MHz |
| Rábaszentandrás  | UKW 105,2 MHz | Révfülöp        | UKW 91,0 MHz  |
| Salgótarján      | UKW 89,9 MHz  | Siófok          | UKW 93,6 MHz  |
| Sopron           | UKW 101,6 MHz | Szeged          | UKW 93,1 MHz  |
| Szeghalom        | UKW 99,4 MHz  | Szentes         | UKW 91,6 MHz  |
| Szolnok          | UKW 101,2 MHz | Tiszafüred      | UKW 105,2 MHz |
| Tiszakécske      | UKW 106,4 MHz | Tokaj           | UKW 88,3 MHz  |
| Túrkeve          | UKW 98,2 MHz  | Vasvár          | UKW 103,6 MHz |
| Veszprém         | UKW 95,6 MHz  |                 |               |
| Miskolc          | MW 1116 kHz   | Mosonmagyaróvár | MW 1116 kHz   |
| Nyíregyháza      | MW 1251 kHz   | Szombathely     | MW 1251 kHz   |